# Делови люде
„Делови люде“ (рус. Деловые люди) е съветска комедия, базирана на разкази на О. Хенри през 1962 г., режисирана от Леонид Гайдай.
Името на филма е заимствано от сборника с разкази на О. Хенри „Делови хора“ (англ. Strictly Business; 1910) и едноименния разказ, който отваря този сборник. В същото време нито един от екранизираните разкази не е включен в този сборник: „Пътищата, които избираме“ и „Вождът на червенокожите“ са публикувани в сборника „Въртичките“ (англ. The Whirligigs; 1910), а „Сродни души“ – в колекцията „Шестици-седмици“ (англ. Sixes and Sevens; 1911). Премиерата на филма е посветена на 100-годишнината от рождението на писателя.

## Сюжет
Филмът се състои от три несвързани кратки истории, базирани на разказите на американския писател О. Хенри. Първият разказ е трагичен, другите два са комични:
- „Пътищата, по които вървим“ (англ. The Roads We Take; 1904);
- Сродни души (англ. Makes the Whole World Kin; 1904);
- Откупът на Червения вожд (1907).

## В ролите
- Владлен Паулус - Шарк Додсън, брокер (озвучен от Олег Дал )
- Александър Шворин – Боб Тидбол, съучастник на Додсън в съня му
- Виктор Громов — г-н Уилямс, колега на Додсън
- Ростислав Плят - собственик на апартамента
- Юрий Никулин - разбойник
- Георгий Вицин - Сам, измамник
- Алексей Смирнов - Бил Дрискол, партньор на Сам
- Сергей Тихонов - Джони Дорсет, известен още като Лидерът на червенокожите (озвучен от Маргарита Корабелникова, в някои сцени актьорът говори със собствения си глас)
- Георги Миляр - Ебенезър Дорсет, бащата на Джони (нерегистриран)
- Евгений Евстигнеев - градски жител (глас зад кадър, не е в кредит)

## Стрелба
- Кримските забележителности - Ак-Кая в Билогирски район и Никитската клисура в околностите на Ялта - послужиха като сцена за новелата "Пътища, които избираме".
- По-голямата част от разказа "Червенокожият лидер" е заснет в кримското село Куйбишеве.
- Фрагмент от филма (3 мин.), където парният влак влиза в тунела, е заснет в Яремче.